# Vanderbijlpark
Vanderbijlpark ste un oraș în partea de NE a Africii de Sud, în Provincia Gauteng, pe Vaal. Siderurgie.

## Personalități născute aici
- Katia Guerreiro (n. 1976), cântăreață portugheză.